# David Bowes-Lyon
Sir David Bowes-Lyon (2 maggio 1902 – Birkhall, 13 settembre 1961) è stato un nobile britannico.

## Biografia
Era figlio di Claude Bowes-Lyon, XIV conte di Strathmore e Kinghorne, e di sua moglie, Cecilia Cavendish-Bentinck, e fratello minore della regina madre.

## Carriera
Durante la seconda guerra mondiale, Bowes-Lyon è stato un membro del dipartimento di propaganda segreta del Political Warfare Executive. Fu un High Sheriff of Hertfordshire nel 1950 e Lord Luogotenente di Hertfordshire. Inoltre, è diventato presidente della Royal Horticultural Society nel 1953. Nel 1960 presiedette la World Orchid Conference.

## Matrimonio
Sposò, il 6 febbraio 1929, Rachele Pauline Spender Clay (19 gennaio 1907-21 gennaio 1996), figlia del tenente colonnello Herbert Spender Clay. Ebbero due figli:
- Davina Katherine Bowes-Lyon (2 maggio 1930-1 novembre 2017), sposò John Dalrymple, XIII conte di Star, ebbero tre figli;
- Simon Alexander Bowes-Lyon (17 giugno 1932).

## Morte
Morì a casa di sua sorella, Birkhall, il 13 settembre 1961, per un attacco di cuore dopo aver sofferto di emiplegia. La Regina Madre lo scoprì morto nel letto. Il funerale si tenne presso Ballater e fu sepolto a St Paul's Walden Bury.

## Ascendenza
|                                 |                                 |                                       | Genitori                                |  |  | Nonni |  |  | Bisnonni                              |  |  | Trisnonni              |  |
|                                 |                                 |                                       |                                         |  |  |       |  |  | Thomas George Lyon-Bowes, Lord Glamis |  |  | Lord Thomas Bowes-Lyon |  |
|                                 |                                 |                                       |                                         |  |  |       |  |  | Thomas George Lyon-Bowes, Lord Glamis |  |  | Lord Thomas Bowes-Lyon |  |
|                                 |                                 | Mary Elizabeth Louisa Carpenter       |                                         |  |  |       |  |  | Thomas George Lyon-Bowes, Lord Glamis |  |  |                        |  |
| Lord Claude Bowes-Lyon          |                                 |                                       |                                         |  |  |       |  |  | Thomas George Lyon-Bowes, Lord Glamis |  |  |                        |  |
|                                 |                                 | Charlotte Grimstead                   | Joseph Valentine Grimstead              |  |  |       |  |  |                                       |  |  |                        |  |
|                                 |                                 | Charlotte Grimstead                   | Joseph Valentine Grimstead              |  |  |       |  |  |                                       |  |  |                        |  |
|                                 |                                 | Charlotte Grimstead                   | Charlotte Jane Sarah Walsh              |  |  |       |  |  |                                       |  |  |                        |  |
| Lord Claude Bowes-Lyon          |                                 | Charlotte Grimstead                   |                                         |  |  |       |  |  |                                       |  |  |                        |  |
|                                 |                                 | Oswald Smith                          | George Smith                            |  |  |       |  |  |                                       |  |  |                        |  |
|                                 |                                 | Oswald Smith                          | George Smith                            |  |  |       |  |  |                                       |  |  |                        |  |
|                                 |                                 | Oswald Smith                          | Frances Mary Mosley                     |  |  |       |  |  |                                       |  |  |                        |  |
| Frances Dora Smith              |                                 | Oswald Smith                          |                                         |  |  |       |  |  |                                       |  |  |                        |  |
|                                 |                                 | Henrietta Mildred Hodgson             | Rev. Robert Hodgson                     |  |  |       |  |  |                                       |  |  |                        |  |
|                                 |                                 | Henrietta Mildred Hodgson             | Rev. Robert Hodgson                     |  |  |       |  |  |                                       |  |  |                        |  |
|                                 |                                 | Henrietta Mildred Hodgson             | Mary Tucker                             |  |  |       |  |  |                                       |  |  |                        |  |
| David Bowes-Lyon                |                                 | Henrietta Mildred Hodgson             |                                         |  |  |       |  |  |                                       |  |  |                        |  |
|                                 | Lord Charles Cavendish-Bentinck | Lord William Henry Cavendish-Bentinck |                                         |  |  |       |  |  |                                       |  |  |                        |  |
|                                 | Lord Charles Cavendish-Bentinck | Lord William Henry Cavendish-Bentinck |                                         |  |  |       |  |  |                                       |  |  |                        |  |
|                                 | Lord Charles Cavendish-Bentinck | Dorothy Cavendish                     |                                         |  |  |       |  |  |                                       |  |  |                        |  |
| Rev. Charles Cavendish-Bentinck | Lord Charles Cavendish-Bentinck |                                       |                                         |  |  |       |  |  |                                       |  |  |                        |  |
|                                 |                                 | Lady Anne Wellesly                    | Richard Wellesley, I marchese Wellesley |  |  |       |  |  |                                       |  |  |                        |  |
|                                 |                                 | Lady Anne Wellesly                    | Richard Wellesley, I marchese Wellesley |  |  |       |  |  |                                       |  |  |                        |  |
|                                 |                                 | Lady Anne Wellesly                    | Hyacinthe-Gabrielle Roland              |  |  |       |  |  |                                       |  |  |                        |  |
| Lady Cecilia Cavendish-Bentinck |                                 | Lady Anne Wellesly                    |                                         |  |  |       |  |  |                                       |  |  |                        |  |
|                                 |                                 | Edwyn Burnaby                         | Edwyn Andrew Burnaby                    |  |  |       |  |  |                                       |  |  |                        |  |
|                                 |                                 | Edwyn Burnaby                         | Edwyn Andrew Burnaby                    |  |  |       |  |  |                                       |  |  |                        |  |
|                                 |                                 | Edwyn Burnaby                         | Mary Browne                             |  |  |       |  |  |                                       |  |  |                        |  |
| Louisa Burnaby                  |                                 | Edwyn Burnaby                         |                                         |  |  |       |  |  |                                       |  |  |                        |  |
|                                 |                                 | Anne Caroline Salisbury               | Thomas Salisbury                        |  |  |       |  |  |                                       |  |  |                        |  |
|                                 |                                 | Anne Caroline Salisbury               | Thomas Salisbury                        |  |  |       |  |  |                                       |  |  |                        |  |
|                                 |                                 | Anne Caroline Salisbury               | Frances Webb                            |  |  |       |  |  |                                       |  |  |                        |  |
|                                 |                                 | Anne Caroline Salisbury               |                                         |  |  |       |  |  |                                       |  |  |                        |  |